# Семнадцатилетние (фильм, 2002)
Семнадцатилетние (англ. Try Seventeen также имеет название англ. All I Want) — романтическая комедия о студенческой любви.

## Сюжет
Приехав из глубинки учиться в престижном университете, Джоунс Диллон (Элайджа Вуд) в первый же день сбегает от своего чудовищного соседа по комнате. Теперь он снимает уютную квартирку на окраине. Джоунс не знает, что ждёт его впереди, но самостоятельная жизнь разжигает в нём жажду приключений. А уж новые друзья — забавный художник Брэд, начинающая актриса Лайза (Мэнди Мур) и фотограф Джейн со своими причудами и странностями — не дадут ему скучать. Вскоре юный романтик и фантазер понимает, что от своих соседей он узнает о жизни и любви больше, чем в самой отвязной студенческой тусовке...

## В ролях
| Актёр            | Роль           |
| ---------------- | -------------- |
| Элайджа Вуд      | Джонс Диллон   |
| Франка Потенте   | брюнетка Джейн |
| Мэнди Мур        | блондинка Лиза |
| Крис Мартин      | парень Джейн   |
| Дебора Харри     | продавщица     |
| Элизабет Перкинс | мать           |
| Аарон Перл       | сосед-гей      |
| Эндрю Джексон    |                |
| Малкольм Скотт   |                |
| Алома Райт       |                |